# Mõisaküla (Saaremaa)
Mõisaküla is een plaats in de gemeente Saaremaa, provincie Saaremaa in Estland. De plaats heeft de status van dorp.
Mõisaküla behoorde tot in december 2014 tot de gemeente Lümanda en daarna tot in oktober 2017 tot de gemeente Lääne-Saare. In 2017 werden alle gemeenten op het eiland Saaremaa samengevoegd tot één gemeente Saaremaa.

## Bevolking
Het aantal inwoners schommelt nogal, zoals blijkt uit het volgende staatje:
| Jaar            | 2011 | 2017 | 2019 | 2021 |
| --------------- | ---- | ---- | ---- | ---- |
| Aantal inwoners | 34   | 41   | 34   | 47   |

## Geschiedenis
Mõisaküla ontstond in 1855 als dorp op het landgoed van Lümanda. De naam betekent ook ‘dorp op het landgoed’. In 1977 werd het dorp bij Lümanda gevoegd. In 1997 werd het weer een zelfstandig dorp.